# Een foto in de sneeuw
Een foto in de sneeuw is een kinderboek voor kinderen vanaf 8 jaar, geschreven door de Nederlandse schrijfster Marlies Verhelst. Het is een van de 50 boeken uit de serie Terugblikken, en gaat over Willem Drees en de verzorgingsstaat. 

## Inhoud
Centraal in Een foto in de sneeuw staat Rinus Kraaijenveld. Zijn vader vaart en is vaak maanden van huis. Zijn moeder is altijd druk met het huishouden. Rinus vindt zijn buurmeisje Jopie leuk, al komt zij uit een socialistisch gezin en hij uit een protestants-christelijk. Op een dag is Jopie verdwenen. Rinus zit vol vragen, maar niemand lijkt zich druk te maken om Jopie. Rinus gaat dan maar zelf op onderzoek uit. 
Een foto in de sneeuw sluit aan bij tijdvak 10 (de tijd van televisie en computers), venster 41: Willem Drees en de verzorgingsstaat.